# Michał Bryndal
Michał Bryndal (ur. 10 czerwca 1983 w Toruniu) – polski perkusista. Członek tria jazzowego Stryjo oraz zespołu Voo Voo od 2011 roku (po śmierci Piotra Żyżelewicza). Wcześniej występował w zespole SOFA.
Brat Jacka Bryndala (basisty zespołu Kobranocka oraz założyciela zespołu Atrakcyjny Kazimierz) oraz Rafała Bryndala (satyryka, tekściarza i dziennikarza Radia ZET) i młodszego Jakuba Bryndala (producenta muzycznego).
Jest w związku z Moniką Borzym. Mają dziecko.

## Życiorys

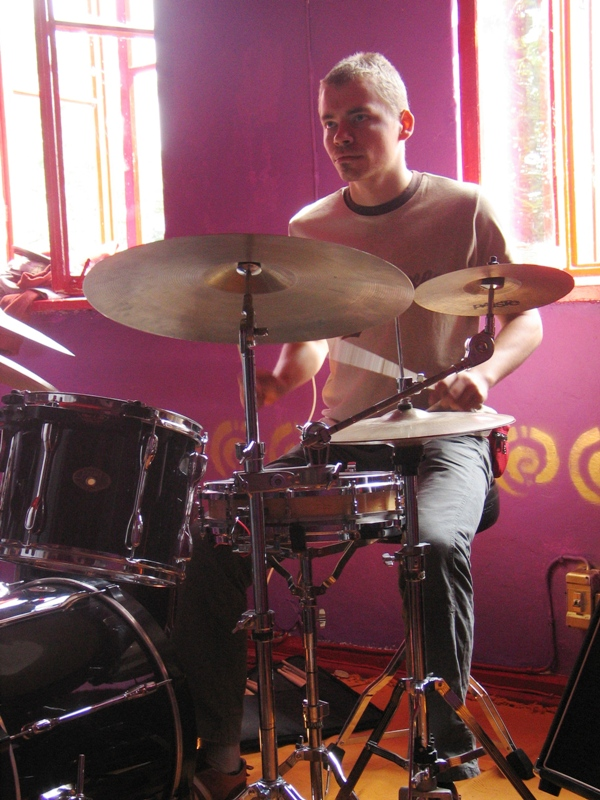
Michał Bryndal podczas warsztatów muzycznych (2006)

Jest podwójnym magistrem sztuki, absolwentem Wydziału Sztuk Pięknych na UMK w Toruniu (2007) i Instytutu Jazzu na Akademii Muzycznej w Katowicach (2009). Oba dyplomy otrzymał z wyróżnieniem.
Perkusista posługujący się głównie techniką uderzania specjalnie wyprofilowanymi kawałkami drewna w przedmioty wykonane z mieszanki metalu, drewna i tworzyw sztucznych generując w ten sposób dźwięk. Związany początkowo ze sceną toruńską, jazzowym zespołem Staff (nagroda indywidualna dla najlepszego instrumentalisty na przeglądzie młodych zespołów jazzowych klubu Ucho, 2004), eksperymentalnym Gribojedow i soulowym Sofa. Z zespołem Sofa grał na festiwalu Heineken Opener 2005 supportując koncerty Snoop Dogga i Lauryn Hill. W 2005 zrezygnował ze współpracy z Sofą na rzecz dziennych studiów w Instytucie Jazzu na Akademii Muzycznej w Katowicach. Na studiach rozwinął wiele znajomości muzycznych, które zaowocowały późniejszą współpracą – The Fellows Quintet (główna nagroda festiwalu Jazz Juniors 2005 w Krakowie), trio Stryjo z Nikolą Kołodziejczykiem na fortepianie i Maćkiem Szczycińskim na kontrabasie, Storyboard z Adamem Bałdychem na skrzypcach i armeńskim akordeonistą Davidem Yengibarianem, Power of the Horns Piotra Damasiewicza. W międzyczasie współpracował z Joanną Dudą tworząc trio AUAUA (główna nagroda na festiwalu Klucz do kariery w Gorzowie Wielkopolskim). AUAUA w 2010 roku wydało płytę zatytułowaną Muzyka do bólu. W międzyczasie ciągle aktywny koncertowo z różnymi wykonawcami spoza jazzowego świata – Mariusz Lubomski, Maria Peszek i inni. W 2010 rozpoczął współpracę z zespołem Adama Bałdycha Damage Control z Pawłem Tomaszewskim na instrumentach klawiszowych, Anrzejem Gądkiem na gitarze, Piotrem Żaczkiem na basie i wymiennie Joshem Lawrence’em i Jakiem Seguinem na trąbce. Obfita działalność koncertowa składu została zwieńczona nagraniem studyjnym płyty „Magical Theatre” w 2011 roku. W 2010 roku dołączył do kwintetu Wojtka Mazolewskiego, z którym nagrał dwa albumy: „Smells like tape spirit” i „Wojtek w Czechosłowacji”, oba wydane w roku 2011 nakładem Mystic Records. Oprócz wielu koncertów klubowych kwintet grał na festiwalu Heineken Opener 2011 w Gdyni, na Off Festival w Katowicach, na Tauron Nowa muzyka w Katowicach i na Delhi Jazz Festival w Nowym Delhi w Indiach. W 2012 roku kwintet miał zaszczyt zagrać koncert przed zespołami Bad Plus i kwintetem prowadzonym przez Dave’a Douglasa i Joe Lovano w ramach festiwalu Warsaw Summer Jazz Days.
W 2011 został zaproszony do projektu Jazz Plays Europe, w którym zespół tworzą muzycy pochodzący z różnych krajów Unii Europejskiej. Zespół koncertował w Holandii, Belgii, Luksemburgu, Francji, Niemczech, na Słowacji i w Polsce podczas festiwalu Jazztopad 2011.
Z trio Stryjo wystąpił na jednym z największych festiwali jazzowych na świecie – Jarasum Jazz Festival w Korei Południowej w 2013 roku. Stryjo wystąpiło też kilkukrotnie na showcasie polskich zespołów jazzowych podczas wrocławskiego festiwalu Jazztopad. Występy te zyskały pochlebne recenzje, z czego szczególnie cenną wzmiankę w recenzji autorstwa Johna Kelmana, piszącego dla portalu allaboutjazz.com.
W 2014 roku nakładem wytwórni For Tune ukazała się płyta Nikola Kołodziejczyk Orchestra „Chord Nation” z jego udziałem. Jest to 5-częściowa suita na poszerzony big band, napisana specjalnie na zamówienie festiwalu Jazztopad przez aranżera i pianistę Nikolę Kołodziejczyka. W 2015 roku płyta otrzymała nagrodę „Fryderyk” w kategorii „Jazzowy debiut fonograficzny”.
W 2014 wszedł do składu nowo powstałego big bandu Konglomerat prowadzonego przez Nikolę Kołodziejczyka i Michała Tomaszczyka. Big band zarejestrował dwa utwory, z gościnnym udziałem Zbigniewa Wodeckiego i Wojciecha Gąsowskiego, które ukazały się na płycie „Albo inaczej”, wydanej w wytwórni Alkopoligamia w roku 2015. Miesiąc po wydaniu płyta osiągnęła status złotej.
W maju 2011 dołączył do Voo Voo prowadzonego przez gitarzystę i kompozytora Wojciecha Waglewskiego. Z Voo Voo występował na festiwalu Męskie Granie 2011 gdzie gościnnie dołączyli do nich: Leszek Możdżer, Fisz, Lech Janerka i inni. W roku 2014 Voo Voo zaproszono do udziału w cyklicznej imprezie Solidarity of Arts w Gdańsku, której bohaterką była wielokrotna laureatka nagrody Grammy, wokalistka i kontrabasistka Esperanza Spalding. Na tej samej scenie wystąpili wtedy też Wayne Shorter i Herbie Hancock, jedni z największych żyjących jazzmanów. Z Voo Voo nagrał następujące płyty – „Nowa Płyta” 2012 i „Dobry Wieczór” 2014. Obie spotkały się ze świetnym odbiorem i opiniami krytyków, a płyta „Dobry wieczór” otrzymała nagrodę Fryderyka w kategorii „Muzyka korzeni” w roku 2015. Utwór „Gdybym” pochodzący z tej płyty przez 5 tygodni zajmował pierwsze miejsce na liście przebojów 3 programu polskiego radia. Na płycie tej wśród gości występuje sławny wokalista z Azerbejdżanu Alim Quasimov, który zetknął się z zespołem podczas festiwalu Wschód Kultury w Rzeszowie w 2013 roku. W 2015 roku Voo Voo we współpracy z Muzeum Powstania Warszawskiego stworzyło album upamiętniający to historyczne wydarzenie. Płyta nosi nazwę „Placówka ’44” i wraz z Voo Voo wystąpiła na niej plejada polskich wokalistów, m.in. Tomasz Organek, Barbara Derlak, Tomasz Makowiecki. Michał napisał dwie piosenki, z których „Palec na cynglu” z gościnnym udziałem Organka stała się singlem promującym płytę i zagościła na liście przebojów 3 Programu Polskiego Radia.

## Dyskografia
- Jacaszek – Sequel (2005, Gustaff)[4]
- Vienio i Pele – Autentyk 3 (2005, EMI)
- Sofa – Many Stylez (2006, Kayax)[5]
- Sofa, O.S.T.R. – Trójka Live! (2008, 3 Sky Media)[6]
- AuAuA – Muzyka do bóulu (2010)[7]
- Wojtek Mazolewski Quintet – Smells Like Tape Spirit (2011, Mystic Production)[8]
- Wojtek Mazolewski Quintet – Wojtek w Czechosłowacji (2011, Mystic Production)[9]
- Michał Wróblewski Trio – I Remember (2011, Ellite Records)[10]
- Adam Bałdych – Magical Theatre (2011, Ellite Records)[11]
- Voo Voo – Nowa płyta (2012, Agora)[12]
- Artur Andrus – Myśliwiecka (2012, Mystic Production)[13]
- Nikola Kołodziejczyk Orchestra – Chord Nation (2014, For Tune)
- Voo Voo – Dobry wieczór (2014, Art2 Music / Agora SA)
- Nikola Kołodziejczyk Orchestra – Barok Progresywny (2015, Nowa Brama Pro Musica)
- Albo Inaczej (2015, Alkopoligamia.com)[14]
- Voo Voo – Placówka ’44 (2015, Agora)
- Voo Voo – Koncert Jarocin 2015 (2015, ART2 Music)[15]
- Voo Voo – Przy lampce (2015, ART2 Music)[16]
- Voo Voo – Suwałki Blues Festival 2015 (2015, ART2 Music)[17]
- Voo Voo – 7 (2017, ART2 Music)[18]
- Voo Voo – Za niebawem (2019, Agora)[19]
- Voo Voo – Anawa 2020 (2020, Narodowe Centrum Kultury, ART2 Music)[20]
- Voo Voo – Premiera (2022, Agora)[21]
- Wojtek Mazolewski Quintet – Polka (2015, Mystic Production)[22]